# Saison 3 de Stargate Atlantis
Chronologie
Saison 2 Saison 4
Cet article présente le guide des épisodes de la troisième saison de la série télévisée Stargate Atlantis qui se déroule parallèlement à l'action de la Saison 10 de Stargate SG-1.

## Distribution

### Casting principal
- Joe Flanigan (VF : Pierre Tessier) : Lieutenant-Colonel John Sheppard
- Torri Higginson (VF : Ariane Deviègue) : Docteur Elizabeth Weir
- Rachel Luttrell (VF : Gaëlle Savary) : Teyla Emmagan
- David Hewlett (VF : Jérôme Rebbot) : Dr Meredith Rodney McKay
- Paul McGillion (VF : Guillaume Lebon) : Dr Carson Beckett
- Jason Momoa (VF : Pascal Casanova) : Ronon Dex

### Invités
- Beau Bridges (VF : José Luccioni) : Major-Général Hank Landry (3.01, 3.10 et 3.11)
- Robert Picardo (VF : Bernard Alane) : Richard Woolsey (3.01, 3.02, 3.10 et 3.11)
- Richard Dean Anderson (VF : Edgar Givry) : Major-Général Jack O'Neill (3.06, 3.10 et 3.11)
- Gary Jones : Sergent Walter Harriman (3.02, 3.10 et 3.11)
- Bill Dow : Dr Bill Lee (3.10 et 3.11)
- Amanda Tapping (VF : Hélène Chanson) : Colonel Samantha Carter (3.08)
- Jewel Staite (VF : Laura Blanc) : Dr Jennifer Keller (3.20)
- Michael Beach (VF : Serge Faliu) : Colonel Abraham Ellis (3.20)

### Récurrents
- David Nykl (VF : Éric Etcheverry) : Docteur Radek Zelenka (épisodes 1, 5, 8, 9, 10, 12, 14, 15, 17, 18 et 20)
- Mitch Pileggi (VF : Jacques Albaret) : Colonel Steven Caldwell (épisodes 1, 2, 4, 10, 11, 12 et 15)
- Kavan Smith (VF : Eric Missoffe) : Major Evan Lorne (épisodes 1, 15, 16 et 20)

## Épisodes

### Épisode 1:Menace sur la Terre (2/3)
- États-Unis : 14 juillet 2006 sur Sci Fi
- France : mai 2007 sur Série Club

- Beau Bridges (Major-Général Hank Landry)
- Andee Frizzell (Reine Wraith)
- David Nykl (Dr Radek Zelenka)
- Robert Picardo (Richard Woolsey)
- Connor Trinneer (Michael Kenmore)
- Kavan Smith (Major Evan Lorne)
- Mitch Pileggi (Colonel Steven Caldwell)
- James Lafazanos (Commandant Wraith)
- Kirby Morrow (Capitaine Dave Kleinman)
- Heather Doerksen (Major Pat Meyers)

### Épisode 2:Transformation (3/3)
- États-Unis : 21 juillet 2006 sur Sci Fi
- France : mai 2007 sur Série Club

- Connor Trinneer (Michael Kenmore)
- Mitch Pileggi (Colonel Steven Caldwell)
- Scott Heindl (Merrick/Wraith)
- Robert Picardo (Richard Woolsey)

### Épisode 3:Irrésistible
- États-Unis : 28 juillet 2006 sur Sci Fi
- France : mai 2007 sur Série Club

- David Nykl (Dr Radek Zelenka)
- Julia Anderson (Willa)
- Lisa Marie Caruk (Helcen)
- Richard Kind (Lucius Lavin)

### Épisode 4:Face à face
- États-Unis : 4 août 2006 sur Sci Fi
- France : mai 2007 sur Série Club

- Dan Payne (Roi Wraith)
- Mitch Pileggi (Colonel Steven Caldwell)
- Curtis Caravaggio (Major Elliot Rutherford)
- Chuck Campbell (Sergent Chuck)
- Frank Collison (Keturah)
- James Bamford (Chasseur Wraith)
- Chiara Zanni (Malena)
- David Pauls (Aton)
- Alexandra Carter (Linor)

### Épisode 5:Copies conformes (1/2)
- États-Unis : 11 août 2006 sur Sci Fi
- France : mai 2007 sur Série Club

- David Nykl (Dr Radek Zelenka )
- David Ogden Stiers (Oberoth)
- John O'Callaghan (Niam)

### Épisode 6:Le Monde réel (2/2)
- États-Unis : 18 août 2006 sur Sci Fi
- France : juin 2007 sur Série Club

- Alan Ruck (Dr Adam Fletcher)
- John O'Callaghan (Niam)
- Richard Dean Anderson (Général Jack O'Neill)
- Christina Jastrzembska (Katherine Weir)

### Épisode 7:Intérêts communs
- États-Unis : 25 août 2006 sur Sci Fi
- France : juin 2007 sur Série Club

- Ryan Robbins (Ladon Radim)
- Christopher Heyerdahl (Prisonnier Wraith/Todd)
- Chuck Campbell (Sergent Chuck)
- Robert Davi (Acastus Kolya)

### Épisode 8:La Guerre des génies
- États-Unis : 8 septembre 2006 sur Sci Fi
- France : juin 2007 sur Série Club

- Amanda Tapping (Samantha Carter)
- Kate Hewlett (Jeannie Miller)
- David Nykl (Dr Radek Zelenka)
- Brendan Gall (Kaleb Miller)

### Épisode 9:La Machine infernale
- États-Unis : 15 septembre 2006 sur Sci Fi
- France : juin 2007 sur Série Club

- David Nykl (Dr Radek Zelenka)
- Dexter Bell (Sergent Barroso)
- Colby Johannson (Lieutenant Kagan)
- Nels Lennarson (Capitaine Lyle Holland)
- Gideon Carmel (Major Leonard)
- Martin Wood (Largent)

### Épisode 10:Exil forcé (1/2)
- États-Unis : 22 septembre 2006 sur Sci Fi
- Royaume-Uni : 20 décembre 2006 sur Sky One
- France : 3 juillet 2007 sur Série Club

- Megan Leitch (Capitaine Helia)
- Gary Jones (Sergent Walter Harriman)
- Beau Bridges (Major-Général Hank Landry)
- Bill Dow (Dr Bill Lee)
- Richard Dean Anderson (Major-Général Jack O'Neill)
- Robert Picardo (Richard Woolsey)
- David Nykl (Dr Radek Zelenka)

### Épisode 11:Exil forcé (2/2)
- Canada : 20 novembre 2006 sur Movie Central
- Royaume-Uni : 10 janvier 2007 sur Sky One
- France : 11 septembre 2007 sur Série Club

- Beau Bridges (Major-Général Hank Landry)
- Bill Dow (Dr Bill Lee)
- Richard Dean Anderson (Major-Général Jack O'Neill)
- Robert Picardo (Richard Woolsey)

### Épisode 12:Le Chant des baleines
- Canada : 27 novembre 2006 sur Movie Central
- Royaume-Uni : 17 janvier 2007 sur Sky One
- France : 18 septembre 2007 sur Série Club

- David Nykl (Dr Radek Zelenka)

### Épisode 13:Invincible
- Canada : 4 décembre 2006 sur Movie Central
- Royaume-Uni : 24 janvier 2007 sur Sky One

- Dean Wray (Haemon)
- Meredith McGeachie (Servante)
- Richard Kind (Lucius Lavin)
- Jon Cuthbert (Fortnum)

### Épisode 14:Le Péril de la sagesse
- Canada : 11 décembre 2006 sur Movie Central
- Royaume-Uni : 31 janvier 2007 sur Sky One

- David Nykl (Dr Radek Zelenka)

### Épisode 15:Les jeux sont faits
- Canada : 18 décembre 2006 sur Movie Central

- David Nykl (Dr Radek Zelenka)
- Laura Harris (Nola)
- David Dayan Fisher (Baden)

### Épisode 16:Âmes en détresse
- Canada : 8 janvier 2007 sur Movie Central

- Joris Jarsky (Herick)
- Kavan Smith (Major Evan Lorne)
- Chuck Campbell (Sergent Chuck)
- Gerry Durand (Capitaine Frank Levine)
- Kenneth Welsh (Chef Jamus)

### Épisode 17:Une question d'éthique
- Canada : 15 janvier 2007 sur Movie Central

- Brenda James (Dr Katie Brown)
- David Nykl (Dr Radek Zelenka)
- Lindsay Collins (Dr Biro)
- Matthew Del Negro (Dr Mike Branton)
- Linda Ko (Infirmière Marie)

### Épisode 18:Immersion
- Canada : 22 janvier 2007 sur Movie Central

- Donna Soares (Dr Coleman)
- Noel Johansen (Dr Dickenson)
- Michael Tayles (Dr Graydon)
- Andee Frizzell (Reine Wraith)
- David Nykl (Dr Radek Zelenka)

### Épisode 19:L'Équilibre parfait
- Canada : 29 janvier 2007 sur Movie Central

- Chuck Campbell (Sergent Chuck)
- Connor Trinneer (Michael Kenmore)
- Ryan Booth (Lieutenant Negley)
- Brian Ho (Créature)

### Épisode 20:Nom de code: Horizon (1/3)
- États-Unis : 5 février 2007 (The Movie Network)

- Jewel Staite (Dr Keller)
- Chuck Campbell (Sergent Chuck)
- Donna Soares (Dr Coleman)
- David Ogden Stiers (Oberoth)
- Jay Williams (Dr Adams)
- Michael Beach (Colonel Abraham Ellis)
- David Nykl (Dr Radek Zelenka)
- Heather Doerksen (Meyers)